# Ormes (Eure)
Pour les articles homonymes, voir Ormes.
Ormes est une commune française située dans le département de l'Eure, en région Normandie.

## Géographie

### Localisation
| Le Tilleul-Lambert | Le Tilleul-Lambert | Graveron-Sémerville             |
| Émanville          | Ormes              | Tournedos-Bois-Hubert           |
|                    | Portes             | Claville Ferrières-Haut-Clocher |

### Hydrographie
La commune est située dans le bassin Seine-Normandie. Elle n'est drainée par aucun cours d'eau,.

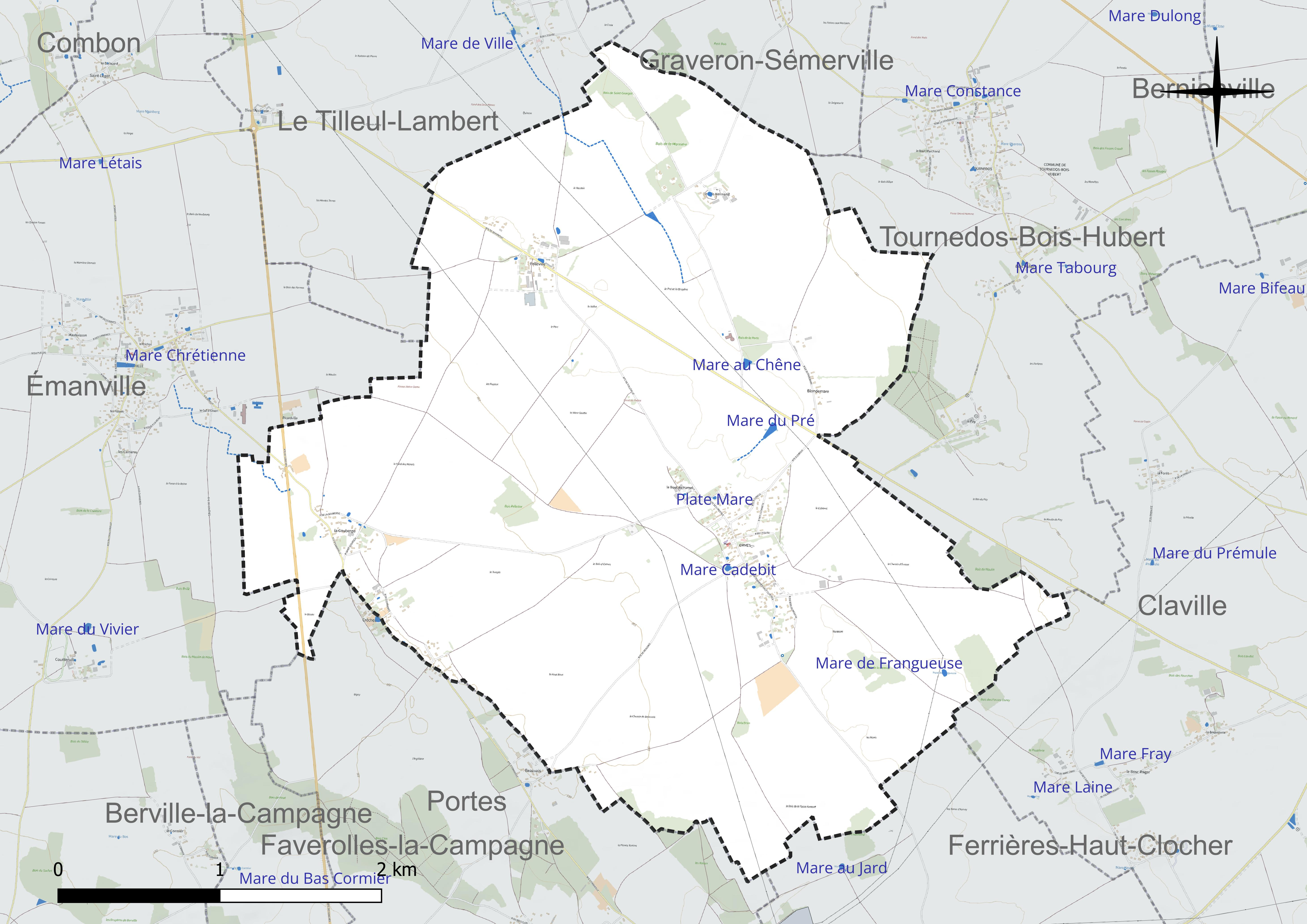
Réseau hydrographique d'Ormes.

Cinq plans d'eau complètent le réseau hydrographique : la mare au Chêne (0,2 ha), la mare Cadebit (0,1 ha), la mare de Frangueuse (0,1 ha), la mare du Pré (0,4 ha) et Plate Mare (0 ha),.

### Climat
Pour des articles plus généraux, voir Climat de la Normandie et Climat de l'Eure.
En 2010, le climat de la commune est de type climat océanique dégradé des plaines du Centre et du Nord, selon une étude du CNRS s'appuyant sur une série de données couvrant la période 1971-2000. En 2020, Météo-France publie une typologie des climats de la France métropolitaine dans laquelle la commune est exposée à un climat océanique et est dans la région climatique  Côtes de la Manche orientale, caractérisée par un faible ensoleillement (1 550 h/an) ; forte humidité de l’air (plus de 20 h/jour avec humidité relative > 80 % en hiver), vents forts fréquents. Parallèlement le GIEC normand, un groupe régional d’experts sur le climat, différencie quant à lui, dans une étude de 2020, trois grands types de climats pour la région Normandie, nuancés à une échelle plus fine par les facteurs géographiques locaux. La commune est, selon ce zonage, exposée à un « climat des plateaux abrités », correspondant aux plaines agricoles de l’Eure, avec une pluviométrie beaucoup plus faible que dans la plaine de Caen en raison du double effet d’abri provoqué par les collines du Bocage normand et par celles qui s’étendent sur un axe du Pays d'Auge au Perche.
Pour la période 1971-2000, la température annuelle moyenne est de 10,4 °C, avec  une amplitude thermique annuelle de 14 °C. Le cumul annuel moyen de précipitations est de 692 mm, avec 11,4 jours de précipitations en janvier et 8,3 jours en juillet. Pour la période 1991-2020, la température moyenne annuelle observée sur la station météorologique la plus proche, située sur la commune de Guichainville à 18 km à vol d'oiseau, est de 11,1 °C et le cumul annuel moyen de précipitations est de 659,6 mm,. Pour l'avenir, les paramètres climatiques de la commune estimés pour 2050 selon différents scénarios d’émission de gaz à effet de serre sont consultables sur un site dédié publié par Météo-France en novembre 2022.

## Urbanisme

### Typologie
Au 1er janvier 2024, Ormes est catégorisée commune rurale à habitat dispersé, selon la nouvelle grille communale de densité à 7 niveaux définie par l'Insee en 2022.
Elle est située hors unité urbaine. Par ailleurs la commune fait partie de l'aire d'attraction d'Évreux, dont elle est une commune de la couronne,. Cette aire, qui regroupe 108 communes, est catégorisée dans les aires de 50 000 à moins de 200 000 habitants,.

### Occupation des sols
L'occupation des sols de la commune, telle qu'elle ressort de la base de données européenne d’occupation biophysique des sols Corine Land Cover (CLC), est marquée par l'importance des territoires agricoles (95,9 % en 2018), une proportion sensiblement équivalente à celle de 1990 (96,2 %). La répartition détaillée en 2018 est la suivante : 
terres arables (91 %), zones agricoles hétérogènes (4,8 %), zones urbanisées (2,1 %), forêts (2 %). L'évolution de l’occupation des sols de la commune et de ses infrastructures peut être observée sur les différentes représentations cartographiques du territoire : la carte de Cassini (XVIIIe siècle), la carte d'état-major (1820-1866) et les cartes ou photos aériennes de l'IGN pour la période actuelle (1950 à aujourd'hui).

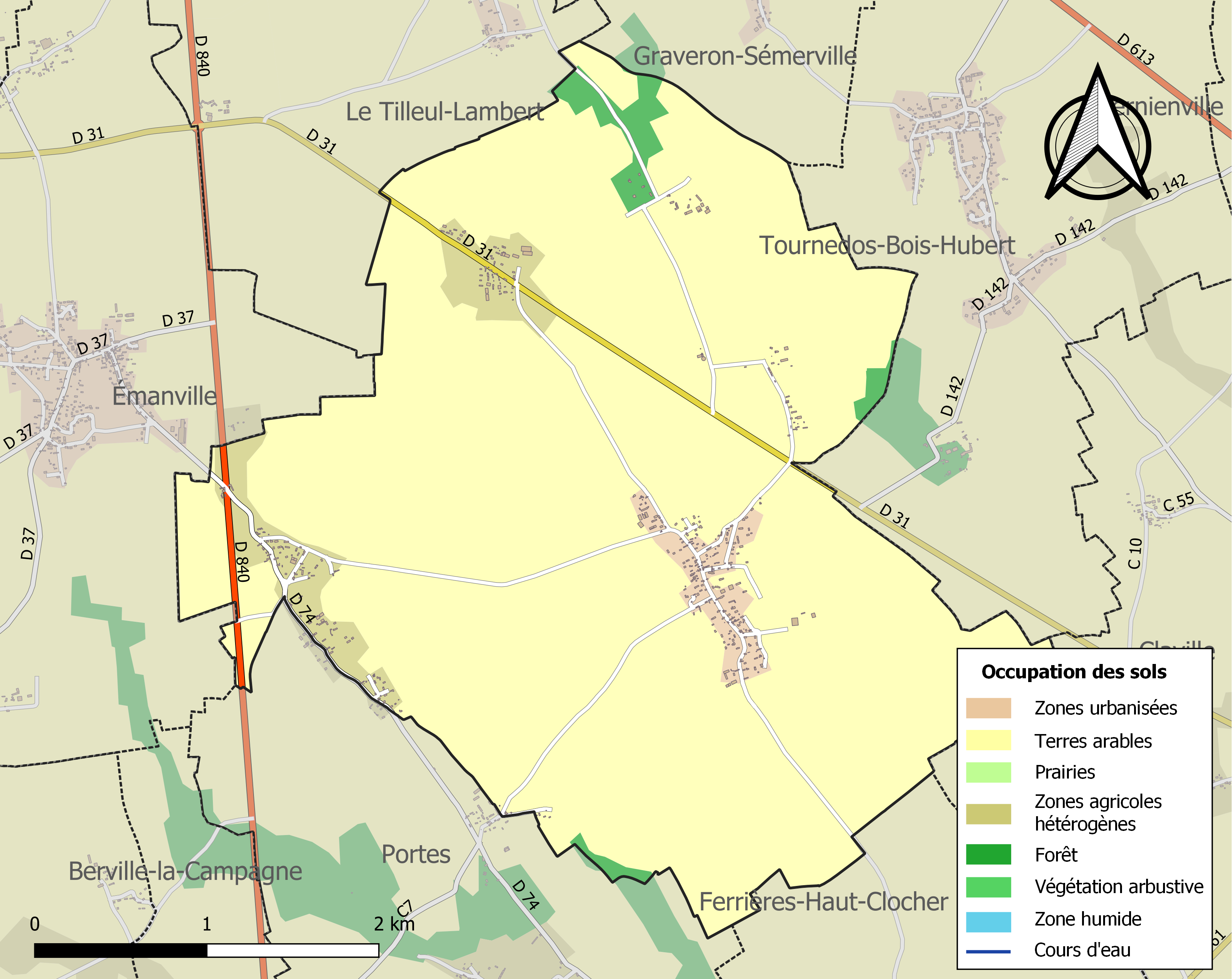
Carte des infrastructures et de l'occupation des sols de la commune en 2018 (CLC).

## Toponymie
Le nom de la localité est attesté sous les formes Olmetum vers 1111 (charte de Henri Ier), Olmes en 1206, Olmi en 1207 (cartulaire du chap. d’Évreux), Ulmi en 1218 (cartulaire de Lyre), Hulmi en 1263 (charte de la Noë), Ourmes en 1307 (cartulaire de Saint-Taurin), Hormes en 1397 (Chassant, Bull. du Bouquiniste), Ormes en 1793 et 1801.
D'abord de l'oïl ormoi « lieu planté d'ormes », puis du pluriel de l'oïl orme, un arbre de tradition. Cette essence fait partie culturellement, historiquement, du paysage français depuis des siècles. En France, les ormes bordaient les chemins, trônaient sur les places publiques…

L’homme l’a utilisé pour de nombreux usages. Les Romains l’associaient à la vigne. C’est aussi sous cet arbre que dès le Moyen-Âge, le seigneur rend la justice. Il est d’ailleurs surnommé « l’arbre de justice ». Planté isolé, il offre de l’ombre aux hommes et au bétail. Il sert pour les haies dans le bocage, à se protéger des embruns, mais aussi pour le fourrage. Son bois dur, de qualité, résistant à l’eau, est aussi utilisé pour fabriquer de nombreux objets (charpenterie, ébénisterie, bois de construction pour les bateaux, moyeux de roues de moulin à eau, vis, confections de sabots, bois de chauffage, etc.).

## Histoire
Vers 1120, Simon d'Ormes, qui avait épousé la fille de Roger de Ferrières-Haut-Clocher, donna à l'abbaye de Conches la dîme d'Oissel le Noble. L'histoire fait ensuite mention de Richard, de Renaud, et de Denis d'Ormes.
Vers 1195, Philippe et Olivier d'Aubigny sont témoins d’une charte du comte de Leycester pour Lyre. Olivier d’Aubigny, tenait 1/4 de fief dans l’honneur de Coquinvilliers.
En 1203, Olivier d'Aubigny paya 81.3 s. 8. d. pour un fief de chevalier et deux portions d'un autre fief dans l'Honneur de Monfort.
Vers 1205, bien qu'on puisse constater la présence de la famille d’Aubigny à Ormes, il paraît hors de doute que Henry du Fay, seigneur de Bois Hubert, possédait l’église et une partie du fief d’Ormes.
Vers 1220, Guillaume Langlois, prévôt d’Ormes, était témoin d’une charte d'Hugues de Ferrières. Guillaume Chevrel donna aux religieux de Lyre un tènement qu’il avait dans le fief d'Henri du Fay ; ce dernier vendit au chapitre d’Évreux l'église d’Ormes dont il était seigneur et que le chapitre avait possédé auparavant.
En 1248, 1260 et 1266, Eustache d’Aubigny figure dans différents actes.
De 1250 à 1266, Barthélemy Cachepin fut curé d’Ormes.
En 1397, Pernelle de Beaumont se disait dame d’Ormes.
En 1453, Robin Campion devint seigneur d’Ormes par son mariage avec Guillaume de Vironvay; il eut pour héritier Jean Campion, châtelain de Pacy.
En 1470, Jehan Campion, seigneur de Vironvay et d’Ormes était en la garde du roi.
En 1550, Jean Le Cornu, fils ainé de Nicolas, était seigneur d’Ormes, comme son père l’avait été. À cette date, Pierre Meslin, doyen d’Ormes, était curé de Portes.
Vers 1680, le village ayant jusque là appartenu à la famille d’Astin, passa ensuite à Philippe-Guillaume Bigot de Graveron, prêtre à l’Oratoire, décédé en 1757, puis au marquis Doublet de Boudeville.

## Politique et administration
| Période                                  | Période  | Identité       | Étiquette | Qualité     |
| ---------------------------------------- | -------- | -------------- | --------- | ----------- |
| 1959                                     | ?        | Paul Fauvel    | DVG       |             |
| mars 2001                                | 2020     | Daniel Jacob   | DVD       | Agriculteur |
| 2020                                     | En cours | Jacques Fauvel |           | Agriculteur |
| Les données manquantes sont à compléter. |          |                |           |             |

## Démographie
L'évolution du nombre d'habitants est connue à travers les recensements de la population effectués dans la commune depuis 1793. Pour les communes de moins de 10 000 habitants, une enquête de recensement portant sur toute la population est réalisée tous les cinq ans, les populations de référence des années intermédiaires étant quant à elles estimées par interpolation ou extrapolation. Pour la commune, le premier recensement exhaustif entrant dans le cadre du nouveau dispositif a été réalisé en 2007.

En 2022, la commune comptait 460 habitants, en évolution de −8 % par rapport à 2016 (Eure : −0,25 %, France hors Mayotte : +2,11 %).
| 1793 | 1800 | 1806 | 1821 | 1831 | 1836 | 1841 | 1846 | 1851 |
| ---- | ---- | ---- | ---- | ---- | ---- | ---- | ---- | ---- |
| 436  | 451  | 449  | 412  | 436  | 430  | 394  | 488  | 466  |

| 1856 | 1861 | 1866 | 1872 | 1876 | 1881 | 1886 | 1891 | 1896 |
| ---- | ---- | ---- | ---- | ---- | ---- | ---- | ---- | ---- |
| 461  | 438  | 443  | 391  | 385  | 379  | 390  | 347  | 347  |

| 1901 | 1906 | 1911 | 1921 | 1926 | 1931 | 1936 | 1946 | 1954 |
| ---- | ---- | ---- | ---- | ---- | ---- | ---- | ---- | ---- |
| 338  | 326  | 304  | 278  | 310  | 281  | 298  | 308  | 302  |

| 1962 | 1968 | 1975 | 1982 | 1990 | 1999 | 2006 | 2007 | 2012 |
| ---- | ---- | ---- | ---- | ---- | ---- | ---- | ---- | ---- |
| 285  | 255  | 293  | 309  | 389  | 383  | 437  | 444  | 492  |

| 2017 | 2022 | - | - | - | - | - | - | - |
| ---- | ---- | - | - | - | - | - | - | - |
| 489  | 460  | - | - | - | - | - | - | - |

## Lieux et monuments
- Église Saint-Germain